# Tiemponuevo (álbum)
Tiemponuevo, también conocido como Conjunto de música popular Tiemponuevo de Valparaíso, Hemos dicho basta o Tiemponuevo 2, para distinguirlo de su álbum anterior Tiemponuevo, es el segundo álbum de estudio oficial de la banda chilena Tiemponuevo, lanzado en 1970 por el sello DICAP.
La cubierta de la carátula muestra un dibujo con las tradicionales casas de colores sobre uno de los cerros de Valparaíso, la ciudad de la cual provienen, y sobre ella un letrero con una tipografía en la cual se mezclan el nombre de la banda, del disco y de las canciones que contiene. Esto último es la causa de por qué el álbum se conoce bajo nombres tan diferentes.
Las canciones «Hemos dicho basta», «Será pa' mejor» y «Polka infantil» también forman parte de su álbum debut, aparecido ese mismo año.

## Lista de canciones
| Lado A |                                |                  |          |  |
| N.º    | Título                         | Música           | Duración |  |
| 1.     | «No nos moverán» (espiritual)  | tradicional      | 2:50     |  |
| 2.     | «Dispersos» (bossa nova)       | Alí Primera      | 3:15     |  |
| 3.     | «Con estas manos» (balada)     | Roberto Rivera   | 4:27     |  |
| 4.     | «Qué he sacado con quererte»   | Violeta Parra    | 3:56     |  |
| 5.     | «Será pa'mejor» (vals peruano) | Roberto Rivera   | 4:43     |  |
| 6.     | «Polka infantil» (polka)       | Marcos Velásquez | 2:20     |  |
| 21:31  |                                |                  |          |  |

| Lado B |                                   |                 |          |  |
| N.º    | Título                            | Música          | Duración |  |
| 7.     | «Hemos dicho basta» (go go)       | M. Vigil        | 2:40     |  |
| 8.     | «El refrán» (guaracha)            | Roberto Rivera  | 2:31     |  |
| 9.     | «Quena en verano» (blues)         | Roberto Rivera  | 2:22     |  |
| 10.    | «Renace el amor» (balada)         | Roberto Rivera  | 2:33     |  |
| 11.    | «Solo el comienzo» (bolero mambo) | Rivera, Sánchez | 2:37     |  |
| 12.    | «Canción de amor»                 | Ángel Parra     | 2:33     |  |
| 15:16  |                                   |                 |          |  |